# Mohamed Aziz Khouini
Pour les articles homonymes, voir Khouini.
Mohamed Aziz Khouini (arabe : محمد عزيز الخويني), né le 27 août 1977 à Tunis, est un footballeur tunisien. Il a évolué au poste de milieu de terrain au sein du Club africain.

## Carrière
- 1996-2001 : Club africain (Tunisie)

## Palmarès
- Coupe arabe des clubs champions  (1) : 1997
- Championnat de Tunisie (1) : 1996
- Coupe de Tunisie (2) : 1998, 2000